# 米蘭·巴比奇
米兰·巴比奇（塞尔维亚语：／，1956年2月25日—2006年3月5日）是一名克罗地亚塞族政治家和战犯，曾担任塞尔维亚克拉伊纳共和国的第一任总统及第三任总统。
战后，他于2004年因战争罪被前南斯拉夫问题国际刑事法庭（前南问题国际法庭）起诉，是有史以来第一个认罪并与检方达成认罪求情协议的被起诉者，随后被判处 13 年监禁。巴比奇在一份公开声明中表达了 "羞愧和悔恨"，并称他的认罪求情协议是为了减轻克罗地亚塞族人的集体耻辱，并要求他的 "克罗地亚兄弟原谅他们的塞族兄弟 "的行为。
2004年被判刑后，巴比奇于2006年3月被发现死在荷兰海牙的牢房内，显然是自杀身亡。

## 早年
米兰·巴比奇是博佐·巴比奇（Bozo Babić）的儿子，1956年出生于南斯拉夫克罗地亚共和国弗利卡镇附近的库卡尔村。 1981年，他从于贝尔格莱德大学牙科学院毕业，并成为一名口腔科医生。 1989年，他成为克宁医疗中心的主任之一，克宁是克罗地亚西南部一个主要由塞族居住的城镇。 1990年，随着南斯拉夫开始解体，巴比奇步入政坛，离开了克罗地亚共产党联盟(SKH)，并于1990年2月17日加入了新成立的塞尔维亚民族主义政党，塞尔维亚民主党 (SDS) 。不久后，他当选为克宁市议会主席。当时，塞族约占克罗地亚总人口的 12.2%，主要在克罗地亚和波斯尼亚边境沿线被称为“克拉伊纳”的狭长地带中聚居。 在1990年底弗拉尼奥·图季曼当选总统后，克罗地亚走向独立的举动遭到了塞族的强烈反对，而克罗地亚的塞族在政治和军事上得到了南斯拉夫人民军和南斯拉夫联盟共和国总统斯洛博丹·米洛舍维奇的支持。随后， “克拉伊纳”的塞尔维亚民族主义者成立了塞尔维亚全国委员会，该机构旨在反对克罗地亚独立。巴比奇当选为主席。

## 克罗地亚战争
塞族人很快开始反对留在独立的克罗地亚。图季曼当选后，克罗地亚起草了第一部民主宪法，将塞族人降格为国内的少数民族。
1990年9月，克拉伊纳举行全民公投，公投是否独立，并以99.7%的多数票通过。克罗地亚政府宣布此次投票非法且无效。克宁的巴比奇政府随后于1990年12月21日宣布成立塞尔维亚自治区，命名为克拉伊纳塞尔维亚人自治州，并于1991年4月1日宣布脱离克罗地亚并加入塞尔维亚。克罗地亚东部其他塞族人主导的社区宣布他们也将加入 克拉伊纳塞尔维亚人自治州。
巴比奇于4月30日当选为克拉伊纳塞尔维亚人自治州执行委员会主席，随后被克拉伊纳塞族议会任命为内政部长和国防部长。他以此身份建立了一支武装民兵，在其领土上设置路障，有效地将克罗地亚南部沿海地区达尔马提亚与该国其他地区隔离开来。 6月25日克罗地亚宣布独立后，克拉伊纳塞族人和克罗地亚安全部队几乎立即爆发冲突，造成数十人死亡。
1991年8月左右，巴比奇参与了战争罪检察官后来将其描述为“共同犯罪活动”的一方，永久强行驱逐其控制下领土上的非塞族人口，最终目标是使该地区成为一个“共同犯罪计划”的一部分。新的塞族统治国家。据检察官称，他的主要共犯包括斯洛博丹·米洛舍维奇、其他克拉伊纳塞族政治人物，如米兰·马蒂奇、塞尔维亚准军事领导人沃伊斯拉夫·舍舍利，以及南斯拉夫陆军指挥官，包括时任克罗地亚人民军指挥官的拉特科·姆拉迪奇将军。他们所有人都被指控犯有战争罪，有些人已被定罪。根据巴比奇在战争罪审判期间的证词，1991年夏天，塞尔维亚秘密警察在米洛舍维奇的指挥下建立了“一个平行的国家安全机构和克拉伊纳警察以及由塞尔维亚国家安全机构指挥的单位”。一场全面的战争爆发了，克罗地亚三分之一的大片领土被占领，非塞族人口要么被屠杀，要么清洗。大部分战斗发生在1991年8月至12月期间。在斯拉沃尼亚东部的战斗中，还有数千人死亡并被驱逐出境。
1991年11月，国际社会试图通过联合国特使赛勒斯·万斯（Cyrus Vance）提出的和平计划来解决冲突，根据该计划，克拉伊纳将实现非军事化，并由联合国维和部队提供保护，同时就克拉伊纳的未来进行政治谈判。巴比奇对此表示强烈反对，并于1991年12月19日将南奥塞族克拉伊纳共和国更名为塞族克拉伊纳共和国（RSK）（后于1992年2月并入克罗地亚东部塞族控制区）。他敦促克拉伊纳塞族议会拒绝万斯计划。然而，米洛舍维奇不同意这一立场：他在克罗地亚的战略目标已基本实现，而迫在眉睫的波黑战争需要南国防军。巴比奇被排挤到一边，1992 年 2 月 16 日塞族共和国议会通过了万斯计划。1992年2月26日，米洛舍维奇策划解除巴比奇的职务，改由戈兰·哈季奇接任，哈季奇是一个比较顺从的人，据说他曾夸口说自己只是 "斯洛博丹·米洛舍维奇的信使"。
尽管巴比奇作为外交部长仍然活跃在 RSK 政治中，但他当时的地位已大大削弱。巴比奇表示，克拉伊纳的政策是通过塞尔维亚秘密警察从贝尔格莱德控制的；米洛舍维奇后来否认了这一点，声称巴比奇是“出于恐惧”编造的。
1995年7月至8月波黑塞族共和国军的崩溃促使巴比奇出任塞族克拉伊纳共和国总理，但他只担任了几周。 1995年8月上旬，克罗地亚发动风暴行动，夺回克拉伊纳整个地区（除斯拉沃尼亚东部地带，直到1998年该地区一直处于塞族控制之下）。巴比奇与整个克拉伊纳塞族领导层以及来自该地区的 20 万塞族难民（克拉伊纳的大部分塞族人口）一起逃往塞尔维亚。据说他已经退休到伏伊伏丁那的一个养鸡场。

## 受审

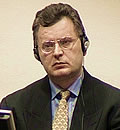
巴比奇受审时的照片

2002年12月，作为认罪交易的一部分，巴比奇出人意料地被揭露为斯洛博丹·米洛舍维奇的证人，在前南问题国际法庭上作证说米洛舍维奇亲自参与了克罗地亚战争。第二年 11 月，他被指控犯有五项危害人类罪以及违反战争法罪。尽管他最初没有认罪，但他于 2004 年 1 月 27 日在与前南问题国际法庭检察官的明显认罪交易中承认了一项危害人类罪，根据该协议，其余指控被撤销。他在公开声明中表达了“羞耻和悔恨”，并宣称自己认罪的行为是为了减轻克罗地亚塞族人的集体耻辱，要求他的“克罗地亚兄弟原谅他们的塞尔维亚兄弟”的行为。他对迫害罪、危害人类罪的认罪，标志着前南问题国际法庭检察官的重大胜利，因为巴比奇在去世前是波黑战争中唯一承认有罪的参与者。他的证词对于检方来说非常重要，可以支持他们的论点，即米洛舍维奇是克罗地亚“共同犯罪活动”的主要参与者。
在他自己的审判中，巴比奇提供了用于起诉米洛舍维奇的证词。前者也出庭作证。在一个案例中，米洛舍维奇通过引用他的窃听电话记录来否认他支持巴比奇，他在电话记录中称巴比奇为“白痴”、“普通败类”和“图季曼的王牌”。 
2004年6月，法院驳回了检察官提出的判处巴比奇11年徒刑的建议后，巴比奇被判处13年徒刑。法庭认定他比检察官所描述的负有更大的责任，但也认可巴比奇的自愿自首和认罪。法院认为，虽然“巴比奇不是主要推动者” ...巴比奇选择继续掌权，并大力支持迫害行动。” 巴比奇被送往英国的一个秘密地点服刑，这是法院前所未有的举动。 这引发了人们的猜测，即巴比奇获得了特权待遇，以换取他对其他被告的证词。法院给出的不透露他所在位置的理由是担心他的安全受到他作证所针对的人的伤害。
在海牙受审期间，巴比奇在克罗地亚被指控犯有战争罪的塞尔维亚领导人和指挥官包括斯洛博丹·米洛舍维奇、米兰·马尔蒂奇、约维察·斯坦尼希奇、弗兰科·西马托维奇和莫姆奇洛·克拉吉什尼克。 

## 死亡
据报道，米兰·巴比奇 (Milan Babić) 于 2006 年 3 月 5 日在荷兰海牙的前南问题国际法庭拘留所自杀身亡，当时他正在那里提供对米兰·马蒂奇 ( Milan Martić)不利的证据，米兰·马蒂奇 (Milan Martić) 是他的继任者，分离出来的塞族克拉伊纳共和国总统。 《纽约时报》报道称，巴比奇“用自己的皮带”上吊自杀。 
塞尔维亚激进党领导人、巴比奇的狱友沃伊斯拉夫·舍舍利(Vojislav Šešelj ) 声称，他（海牙法庭）“让巴比奇的生活变得悲惨”，从而导致了他的自杀。舍舍利补充说，前南问题国际法庭检方最初向巴比奇承诺，如果他同意出庭作证指控其他塞族人，就不会提出指控。无论如何，这些指控还是被提出了（基于一项罪名）。 